# پردیس سینمایی شهرفیروزه
پردیس سینمایی شهرفیروزه یک سینما در شهر نیشابور، ایران است.
این سینما که در سال ۱۳۶۸ با یک سالن با ظرفیت ۶۵۰ نفر تأسیس شده بود اما در سال ۱۳۹۴ پس از بازسازی و تبدیل به سه سالن بازگشایی شده‌است.